# حلوای لکه‌دار
حلوای لکه‌دار (نام علمی: Peltorhamphus latus) نام گونه‌ای از راسته کفشک‌ماهی است.